# Ceryx quisqualis
Ceryx quisqualis är en fjärilsart som beskrevs av Swinhoe 1894. Ceryx quisqualis ingår i släktet Ceryx och familjen björnspinnare. Inga underarter finns listade i Catalogue of Life.